# Alto Molócue
Alto Molócue – miasto w północnym Mozambiku, w prowincji Zambézia. Według danych na rok 2007 liczyło 42 200 mieszkańców.